# Ангуттара-нікая
«Ангуттара-нікая» («Збірка [настанов], що зростають на один член») — буддійський текст, четверта з п'яти нікай у «Сутта-пітаці».
Ця нікая складається з кількох тисяч сутр, приписуваних Будді та його основним учням, і поділених на одинадцять ніпат, або книг, які у свою чергу діляться на 160 вагг. Кожна вагга зазвичай складається з десяти сутр, але разом з тим найбільша кількість сутр у вагзі сягає 262, найменша — семи. Згідно з коментатором Буддхагхошею, загальна кількість сутр у пам'ятці має дорівнювати 9557, але у відомій нам версії тексту їх нараховують або 2308, або 2363. Причиною такої різниці в числах стали різні підходи до питання про те, як саме має відбуватися поділ сутр.
У свою чергу, зміст кожної ніпати стосується предметів, які так чи інакше пов'язані з її порядковим номером. Так, перша ніпата говорить про єдине, що може підкорити серце чоловіка, — про жінку, а остання — про ті одинадцять якостей, які необхідно всіляко покращувати, щоб забезпечити осягнення й руйнування пристрасті.

## Зв'язок із Екоттара-агамою
«Ангуттара-нікая» відповідає «Екоттара-агамі» в каноні санскритських шкіл раннього буддизму. Повний переклад китайською цієї агами здійснив Дхармананда та відредагував Гаутама Сангхадева в 397—398 роках. Дехто відносить цей китайський текст до школи сарвастівада, але переважає думка, що ця агама належала школі махасамґіка. З усіх чотирьох повністю збережених агам, цей текст найбільш відрізняється від свого аналога в Палійському каноні.

## Переклад
- Book of the Gradual Sayings, tr F. L. Woodward & E. M. Hare, 1932-6, 5 volumes, Pali Text Society[en], Bristol